# ۱۵ جمادی‌الثانی
۱۵ جمادی‌الثانی، پانزدهمین روز از ماه جمادی‌الثانی در تقویم هجری قمری است.
در تقویم هجری قمری قراردادی این روز صد و شصت و سومین روز سال است.

## زادگان
- ۵۲۹- قاضی فاضل شاعر، کاتب و قاضی فلسطینی

## درگذشتگان
- ۴۸۸ - ظهیرالدین رودآوری ادیب و شاعر عربی ایرانی
- ۱۴۱۵ - سید محمدکاظم قزوینی مؤلف دانشنامه امام صادق